# ماري آن باربييه
ماري آن باربييه (بالفرنسية: Marie-Anne Barbier)‏ هي كاتِبة وكاتبة مسرحية فرنسية، ولدت في 1670 في أورليان في فرنسا، وتوفيت في 28 يناير 1742 في باريس في فرنسا.

## وصلات خارجية
- ماري آن باربييه على موقع ميوزك برينز (الإنجليزية)